# Свиридовский пруд
Свири́довский пруд — естественный водоём в центре города Узловая Тульской области, расположенный между улицами Трегубова и Октябрьская. Названием обязан деревне Свиридово, существовавшей задолго до Узловой, а в 1930-е годы вошедшей в её состав.

## История
Пруд питался подземными источниками, бившими на месте нынешнего Вечного огня, и имел значительно большую площадь. Существовала земляная плотина, а пологие берега утопали в зарослях ивовой лозы. Здесь жители купались, ловили рыбу, а также полоскали бельё, стоя на небольших мостках.
После Великой Отечественной войны в городе ширилось строительство. Стараниями узловчан на одном из субботников пруд расчистили и углубили, а на плотине, у самой кромки воды, установили железобетонный забор. Зимой большая часть пруда расчищалась от снега, заливался каток, играла музыка, работал прокат коньков.
В начале 1970-х годов берега были забраны в бетон, а к столетию города, которое отмечалось в 1973 году, по инициативе директора Узловского химического завода Льва Орехова здесь появились фонтаны. В 1983 году Узловский машиностроительный завод установил вдоль берега новую металлическую ограду.
В середине 1990-х проводились масштабные работы по очистке водоёма, который был полностью осушен. Были заменены все плиты, окаймлявшие берега. С 2004 по 2008 год на пруду действовала лодочная станция, где можно было взять напрокат катамараны и лодки.
Купание и рыбалка на Свиридовском пруду запрещены. Время от времени в водоём выпускают рыбу. Так, весной 2019 года для очищения пруда от грязи, тины и водорослей были выпущены около ста особей белого амура и толстолобика.
В 2020 году проект благоустройства Свиридовского пруда «Узелок» стал одним из победителей Всероссийского конкурса по созданию комфортной городской среды. 1 марта 2021 года на территории, прилегающей к пруду, начались работы, продлившиеся до ноября.

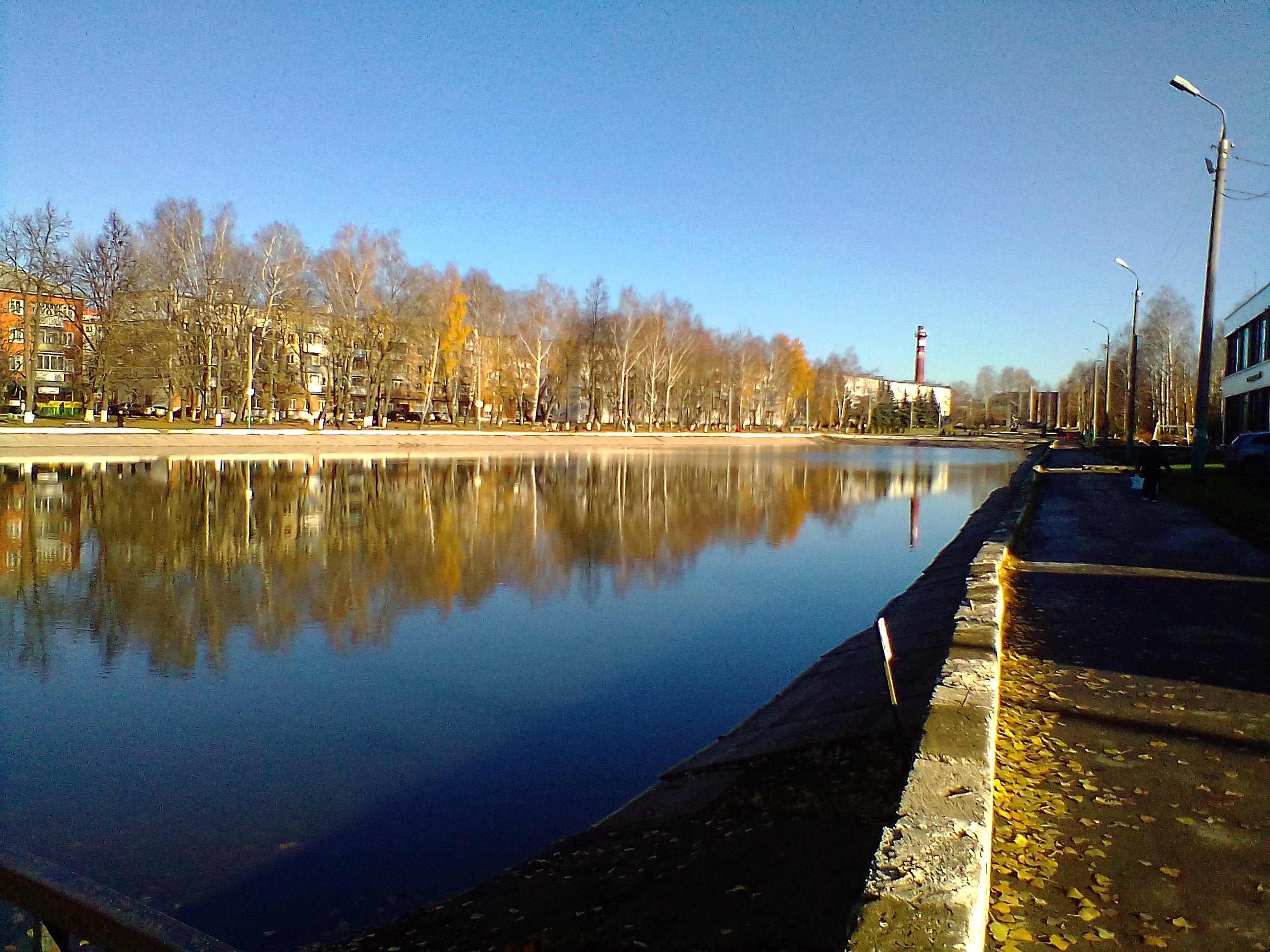
9 ноября 2020. До начала работ. Вид со стороны сквера имени А. П. Завенягина

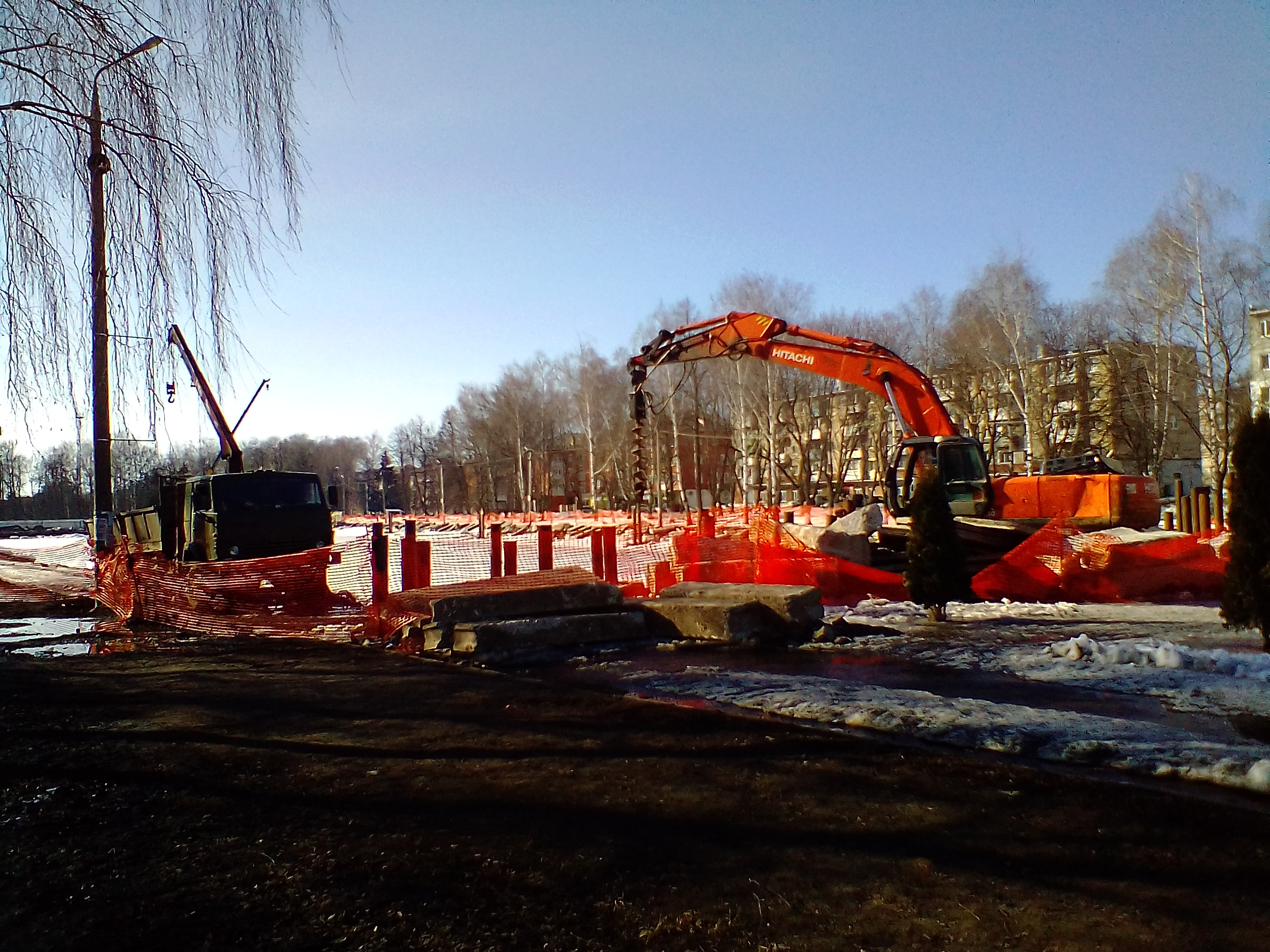
25 марта 2021. Работы по благоустройству